# Octeville-l'Avenel
Octeville-l'Avenel é uma comuna francesa na região administrativa da Normandia, no departamento Mancha. Estende-se por uma área de 6,77 km². Em 2010 a comuna tinha 222 habitantes (densidade: 32,8 hab./km²).